# Lac Schaal
Le lac Schaal (Schaalsee) est un lac de 24 km2 dans le Nord de l'Allemagne, situé à cheval sur le Schleswig-Holstein et le Mecklembourg-Poméranie-Occidentale. Le lac et ses alentours sont un parc naturel depuis 1990 et une réserve de biosphère classé par l'UNESCO depuis l'an 2000.

## Géographie

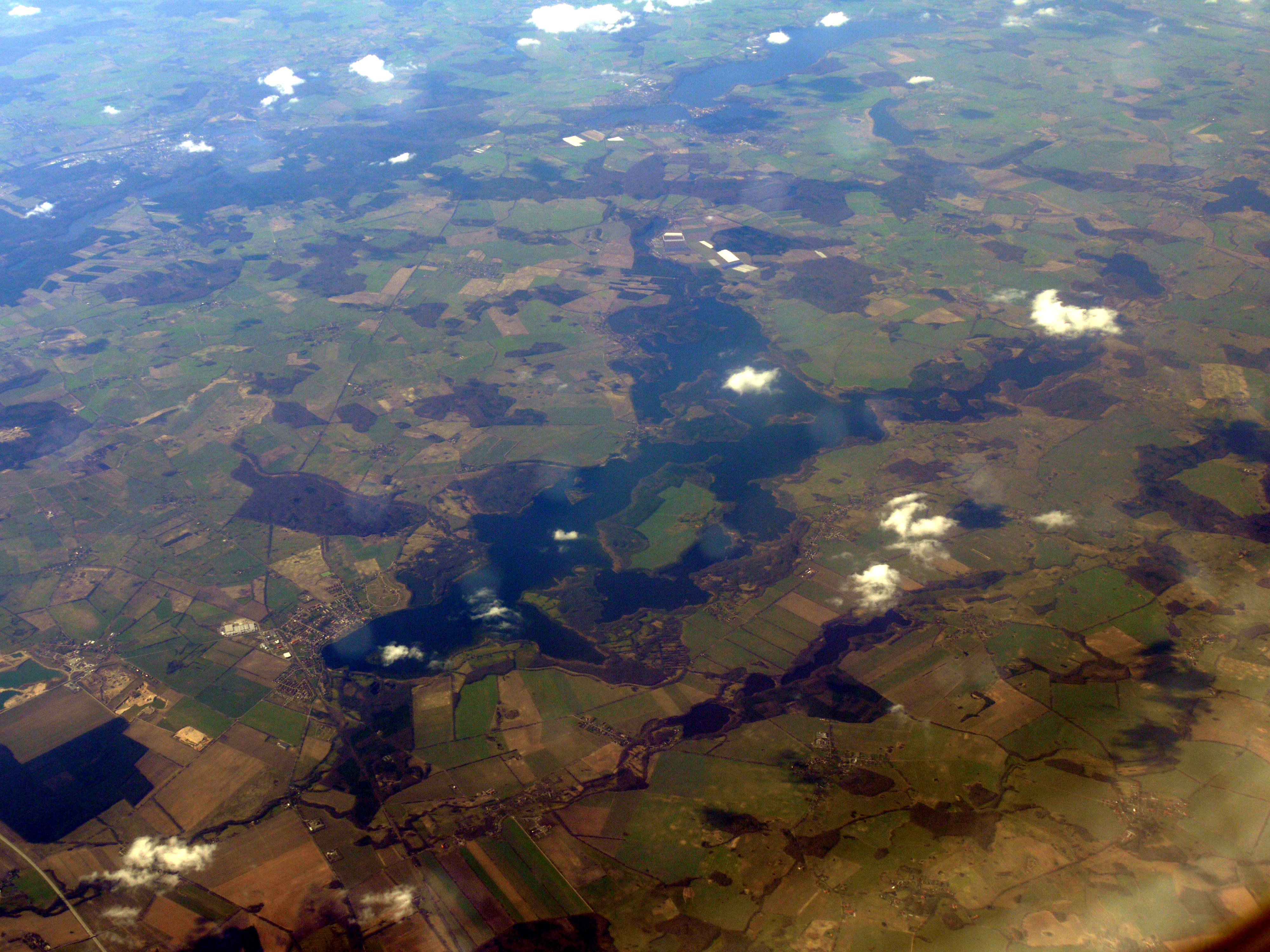
Le lac vu du ciel.

Le lac Schaal se trouve à 62 km à l'est de Hambourg et à 32 km à l'ouest de Schwerin. Le plus grand lieu habité des environs est la ville de Zarrentin qui se situe sur la rive sud du lac. La rivière Schaale est un émissaire naturel qui se jette ensuite dans la Sude, puis dans l'Elbe et enfin dans la mer du Nord.
Du nord au sud, il est long de 14,3 km et avec une profondeur maximale de 71,5 m, il est le plus profond lac d'eau claire d'Allemagne du Nord. Le niveau des eaux est à 34,8 m d'altitude.
Le lac Schaal a une rive irrégulière qui forme des plans d'eau semi-clos ; ces divisions du lac sont connues comme suit :
- au nord : Dutzower See (« lac de Dutzow »), Bernstorfer Binnensee (« étang de Bernstorf »), Niendorfer Binnensee ;
- à l'ouest : Priestersee, Seedorfer Küchensee (« Lac Küchen de Seedorf ») ;
- au sud : Lassahner See (« lac de Lassahn »), Borgsee, Techiner See, Kirchensee.

Le lac Schaal communique avec le lac de Ratzebourg à travers le lac Phul, le lac Piper, le lac de Salem et le canal du lac Schaal (Schaalseekanal) construit entre 1923 et 1925.
À Dalgow, un village sur la rive nord du lac se trouve une tour d'observation en bois qui offre un point de vue privilégié sur le lac.

### Îles
Le lac comporte plusieurs îles :
- l'île de Kampenwerder est la plus étendue avec 2,5 km2. Elle fait 3 km de long et 1,6 km de large. Elle est habitée par une trentaine de personnes. Son point culminant fait 56,3 m et 21 m au-dessus du niveau du lac. Elle est reliée à l'île de Stintenbourg par une digue carrossable ;
- l'île de Stintenbourg est une île habitée plus petite : elle a une superficie de 0,05 km2 ou 5 hectares. Elle fait 400 m de long pour 190 m de large. Elle comporte un manoir éponyme qui appartient à la Famille von Bernstorff. L'île n'a que très peu d'altitude ;
- l'île de Rethwiese est inhabitée. Elle fait 700 m de long et 325 m de large pour une superficie totale de 0,14 km2 ou 14 hectares. Son point culminant est à 5 m au-dessus du niveau du lac.

## Géologie
Cette région lacustre se trouve sur une moraine frontale datant de la glaciation vistulienne.

## Réserve de biosphère
La réserve de biosphère s'étend sur 30 257 hectares. Elle inclut la partie sud et est du lac, y compris le lac de Lassahn, le lac de Techin et l'île de Stintenbourg et se prolonge vers le nord jusqu'aux abords de Zarrentin am Schaalsee, Wittenbourg, Gadow, Krembz, Gadebusch, Demern, Carlow, Thandorf et Groß Grönau. Elle comprend les villages de Drönnewitz, Groß Molzahn et Schlagsdorf où se situe le siège et l'accueil de la réserve, le « PALHUUS ».

### Histoire

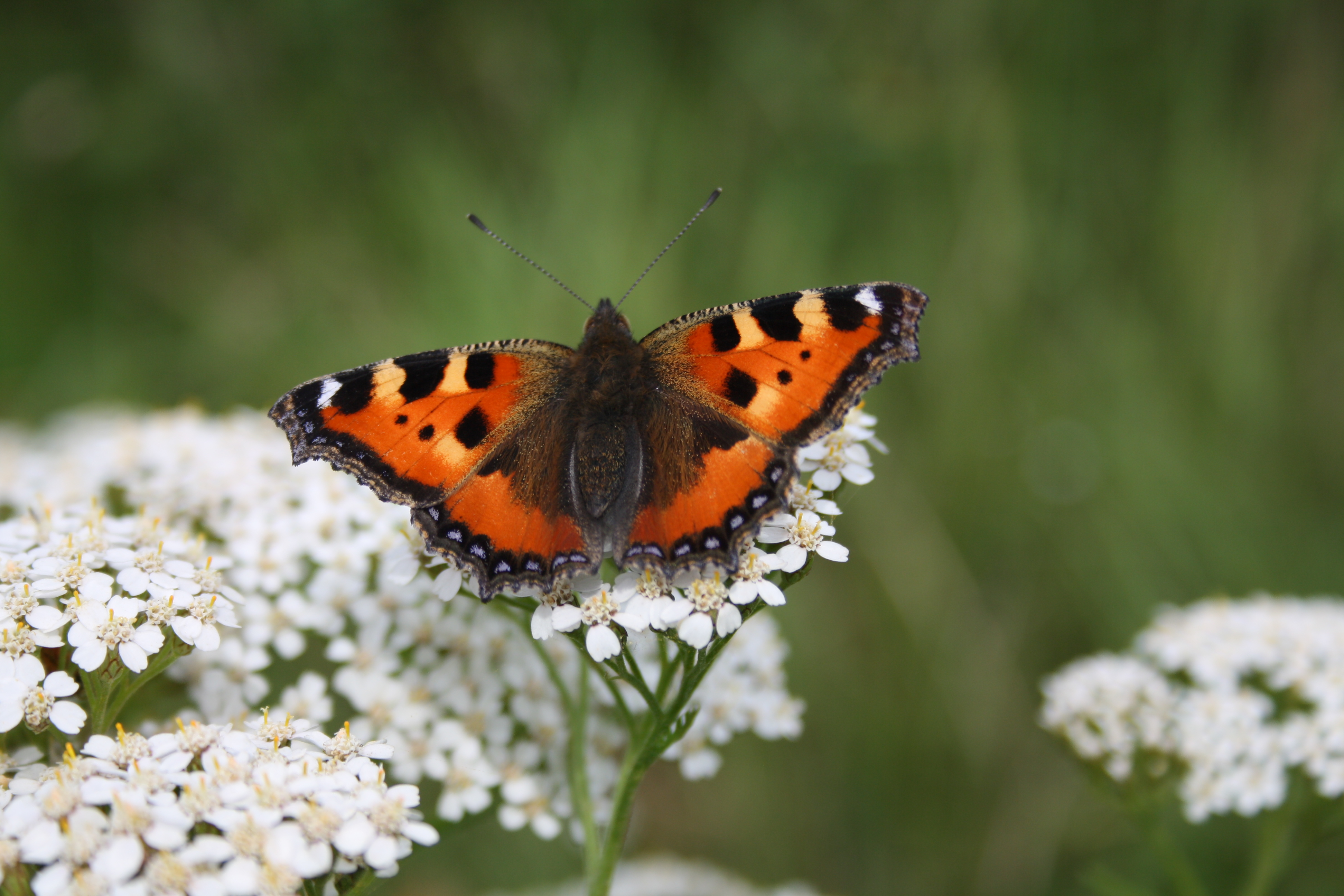
Un papillon petite tortue dans la réserve du lac Schaal.

De 1952 à 1990, une grande partie du lac et de ses environs se trouvait en zone interdite de part et d'autre de la frontière interallemande qui la traverse. Cette situation a permis  à l'environnement de retourner progressivement à l'état sauvage.
En 1957, certains territoires du côté oriental sont classés paysage protégé (Landschaftsschutzgebiet) par les autorités de la RDA. Du côté occidental est créé en 1961 le parc naturel des lacs de Lauenbourg qui se situe non loin du lac Schaal.
Le 12 septembre 1990, le dernier gouvernement de la RDA décide, dans le cadre de son plan de parc nationaux, de créer le parc naturel du lac Schaal sur une superficie de 162 km2.
En 1998, le centre d'information / office du tourisme du parc naturel, le « PALHUUS », est construit à Schlagsdorf.
En janvier 2000, l'UNESCO accorde au parc naturel le titre de réserve de biosphère.